# Analogni purini
Analogni purini su antimetaboliti koji imitiraju strukture metaboličkih purina.

## Primeri
- Azatioprin je važna imunosupresivna citotoksična supstanca.[1] Ona je u širokoj upotrebi kod transplantacija organa za kontrolu reakcija odbijanja. On se non-enzimatski modifikuje do 6-merkaptopurina koji dejstvuje kao analog purina i inhibira DNK sintezu. Putem prevencije klonalnog izražavanja limpfocita tokom induktivne faze imunskog responsa, on utiče na ćelijski i humoralni imunitet. On takođe uspešno potiskuje autoimunitet.
- Merkaptopurin[2]
- Tioguanin se koristi za lečenje akutnih leukemija i remisija akutnih granulocitnih leukemija.[3]
- Fludarabin inhibira funkciju multiple DNK polimeraze, DNK primaze, i DNK ligaze I. Ovo jedinjenje je specifično za S fazu.
- Pentostatin i cladribin su analozi adenozina koji se prvenstveno koriste u lečenju leukemije vlasastih ćelija (HCL).

- Purin
- Azatioprin
- Merkaptopurin
- Tioguanin
- Fludarabin
- Pentostatin
- Cladribin